# Parada de Archivo de Indias
Archivo de Indias es una parada de la línea de tranvía T1 de TUSSAM, conocida como Metrocentro. Se encuentra situada en el centro de la ciudad, justo delante del Archivo de Indias, en la Avenida de la Constitución.

Plano de la T1 (Metrocentro)

| << cabecera | < parada    | línea | parada >     | cabecera >>     |
| ----------- | ----------- | ----- | ------------ | --------------- |
| Plaza Nueva | Plaza Nueva | T1    | Puerta Jerez | Luis de Morales |

- Datos: Q5648364